# 파야쿰부

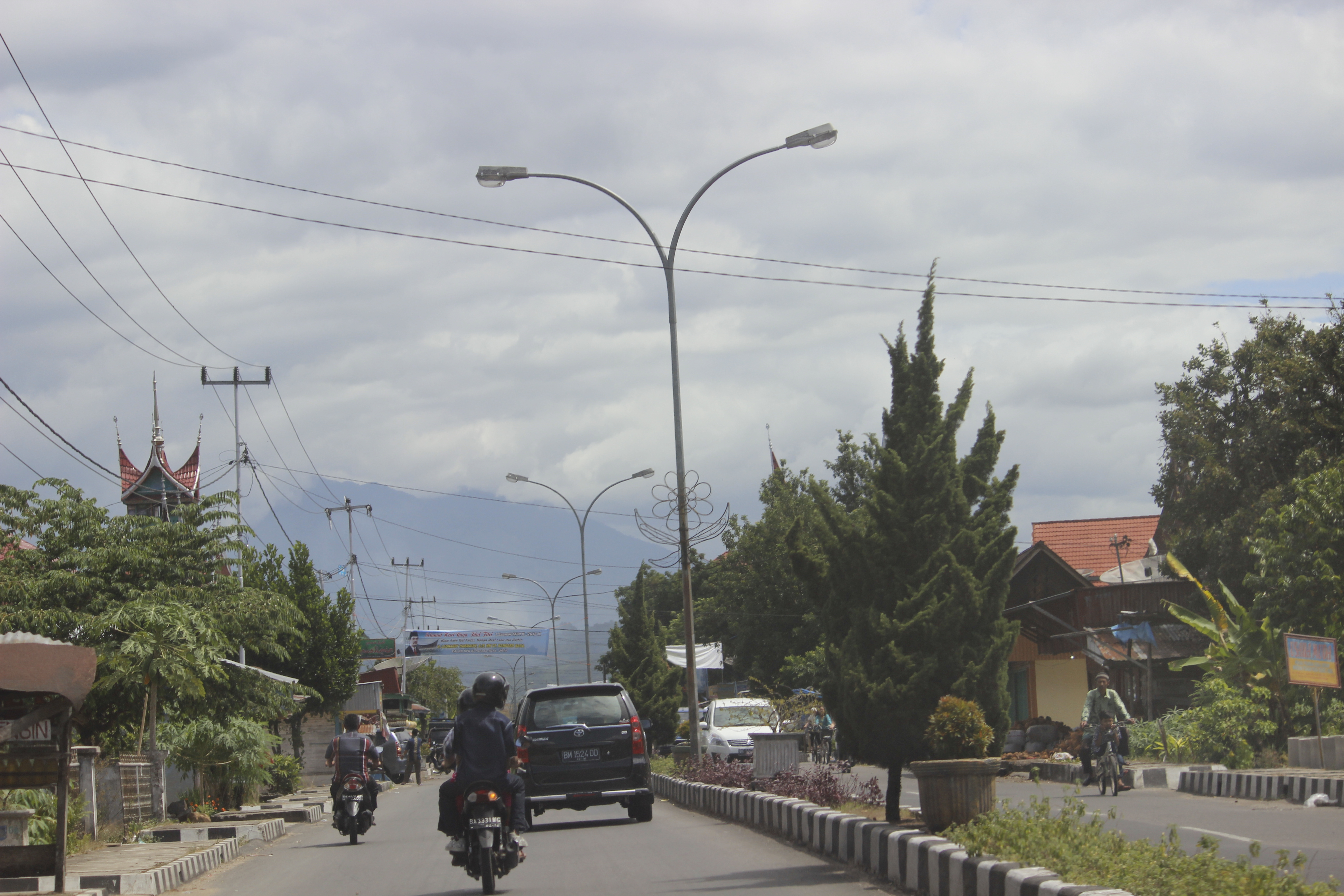
파야쿰부

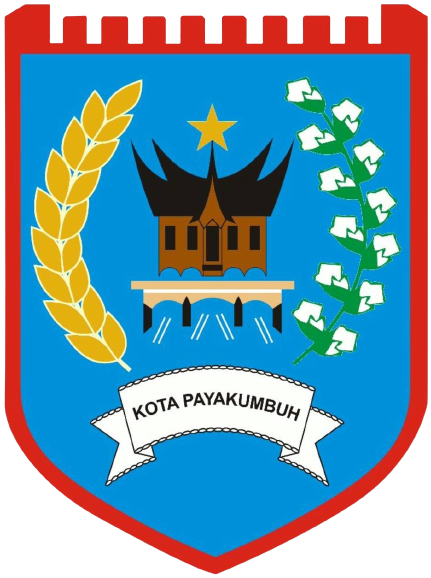
파야쿰부 시 문장

파야쿰부(인도네시아어: Kota Payakumbuh, 미낭카바우어: Payokumbuah, 자위 문자: ڤاياکومبوه)는 인도네시아 수마트라바랏주의 도시로 면적은 80.43km2, 인구는 122,896명(2014년 기준), 인구 밀도는 1,500명/km2이다. 파당에서 120km, 페칸바루에서 180km 정도 떨어진 곳에 위치한다.